# 端紫幻蛺蝶
端紫幻蛺蝶（学名：Hypolimnas anomala），又名八重山紫蛺蝶、端紫蛺蝶、恆春紫挾蝶、恆春紫蛺蝶，为蛺蝶科幻蛺蝶屬下的一个种。

## 描述
中型蛺蝶，體色黑褐，腹側有白點。前翅翅端與前緣呈弧形，後翅外緣波狀。翅背黑褐底色，外緣與內側各有白點列，後翅常帶紅褐色。雌蝶前翅具藍色金屬光澤；雌雄皆可能在後翅出現白帶，前翅翅端亦常見白紋。翅腹面為褐色，外緣白點列與背面相似，後翅Sc+R1室中央近處有白紋，緣毛黑白相間。

## 分佈
分布於巽他陸塊、小巽他群島、菲律賓及蘇拉威西等地。
主要分布於臺灣的臺東綠島、蘭嶼、外島太平島，偶見於本島南部。

## 棲地
成蝶於海岸林活動，一年繁殖多代，會訪花；幼蟲以蕁麻科落尾麻葉片為食。